# Rommersom
Rommersom is een dorp in de Belgische provincie Vlaams-Brabant. Het ligt in de gemeente Hoegaarden, ruim anderhalve kilometer ten noordoosten van het centrum van Hoegaarden, hiervan gescheiden door de Grote Gete.

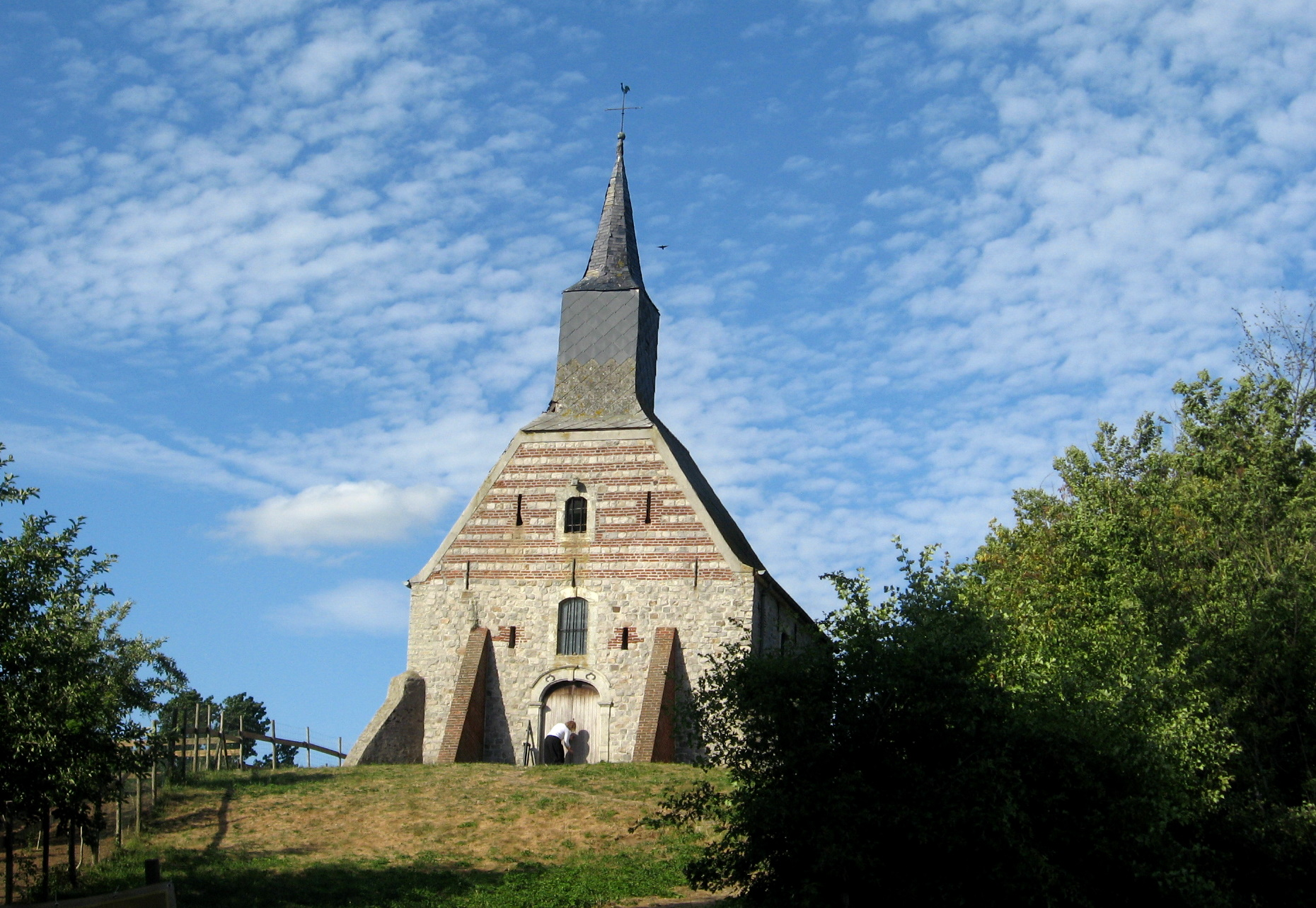
Sint-Servatiuskapel

## Geschiedenis
Tijdens in het ancien régime behoorde Rommersom samen met Hoegaarden, Hoksem, Sint-Katharina-Houtem, Nerm, Bost en Overlaar tot een enclave van het Prinsbisdom Luik in het Hertogdom Brabant. Op de Ferrariskaart uit de jaren 1770 is het dorp weergegeven als Roumersum binnen de enclave.
Op het eind van het Ancien Régime werd Rommersom, net als Bost en Overlaar, een zelfstandige gemeente, los van de gemeente Hoegaarden. In 1820 werden de vier gemeenten weer verenigd en werd Rommersom weer bij Hoegaarden gevoegd.
Bij de gemeentelijke fusies van 1977 werd de grens tussen Tienen en Hoegaarden aangepast. De snelweg E5, nu de E40, werd net ten noordoosten van Rommersom de grens tussen de gemeenten Tienen en Hoegaarden.

## Bezienswaardigheden
- De Sint-Servatiuskapel, in 1975 beschermd als monument

## Verkeer en vervoer
Ten noordoosten van Rommersom loopt de snelweg A3/E40, die er een op- en afrit heeft.
Deelgemeenten: Hoegaarden · Meldert · Outgaarden

Overige dorpen en gehucht: Aalst · Babelom · Hoksem · Klein-Overlaar · Nerm · Rommersom · Sint-Katharina-Houtem

Belgische gemeenten · Arrondissement Leuven · Vlaams-Brabant · Vlaanderen